# NGC 3990
NGC 3990 is een elliptisch sterrenstelsel in het sterrenbeeld Grote Beer. Het hemelobject werd op 14 april 1789 ontdekt door de Duits-Britse astronoom William Herschel. Net ten oosten van NGC 3990 is het stelsel NGC 3998 te vinden.

## In de kom van deGrote steelpan
De stelsels NGC 3990 en NGC 3998 bevinden zich, vanaf de aarde gezien, in het zuidoostelijk gedeelte van de rechthoek gevormd door de sterren Dubhe, Merak, Phad, en Megrez, die de kom van het gemakkelijk herkenbare asterisme Grote steelpan (Big dipper) vormen.

## Synoniemen
- UGC 6938
- MCG 9-20-43
- ZWG 269.24
- PGC 37618